# Ctenus kochi
Ctenus kochi är en spindelart som beskrevs av Simon 1897. Ctenus kochi ingår i släktet Ctenus och familjen Ctenidae. Inga underarter finns listade i Catalogue of Life.